# Linz (Schönfeld)
Linz ist ein Ortsteil von Schönfeld im Landkreis Meißen in Sachsen.

## Geografie
Linz ist ein typisches Straßendorf, in manchen Quellen auch als erweitertes Zeilendorf beschrieben.

## Geschichte
Erstmals urkundlich erwähnt wurde Linz im Jahre 1220 als Lince in einer Urkunde, in der Markgraf Theodericus die Pfarre Lampertswalde dem Kreuzkloster bei Meißen überträgt.

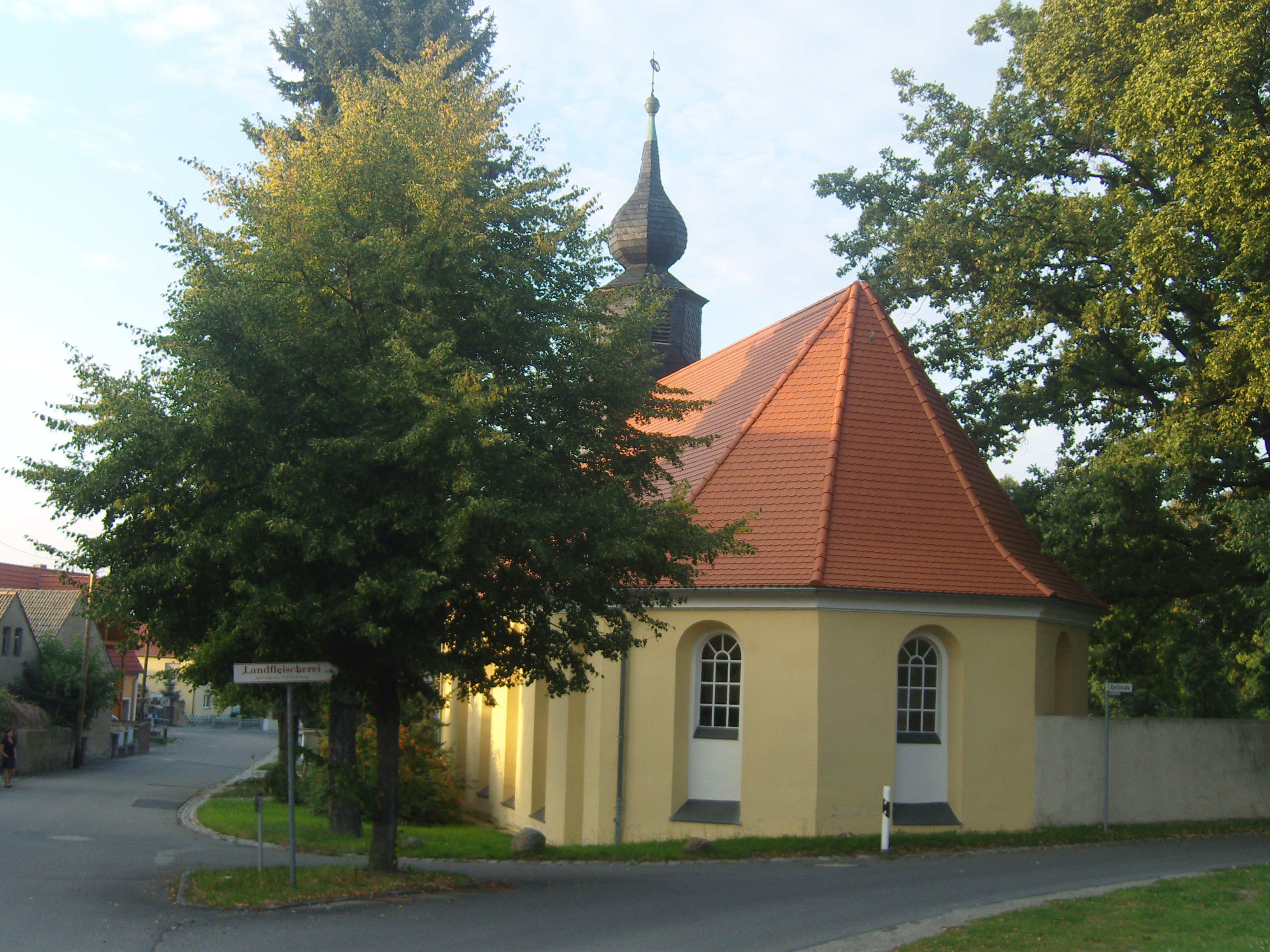
Dorfkirche Linz (Sachsen)

### Kirche
Die Kirche im Dorfkern wurde um 1575 erbaut, ihre barocken Stilelemente erhielt sie beim Umbau um 1747. Das Satteldach stammt aus dem Jahr 1575. Durchgreifende Erneuerungen wurden 1859 und nach 1945 durchgeführt. Der Ostteil endet in einem dreiseitigen Chorschluss. Der einfache Dachreiter stammt aus dem Jahr 1747. Im Inneren ist die Kirche ein flachgedeckter Emporensaal. Der Kanzelaltar von 1859 ist mit Sandsteinfiguren der Evangelisten ausgestaltet, im oberen Geschoss vor Nischen stehend, im unteren auf Konsolen. Die Figuren sind schwungvolle Gestalten von George Heermann (1640–1700) vom Ende des 17. Jahrhunderts.

### Weitere Gebäude
Gegenüber der Kirche stand früher eine Burganlage, die zu ihrem Schutz von einem tiefen Wassergraben, dem Wallgraben umgeben war, der nur auf einer Zugbrücke überquert werden konnte. Die Burg wurde etwa 1200 erbaut. 1413 wurde sie als Rittergut erwähnt. Im Jahr 1581 ließ „Christoff von Polentz Zum Lintz“ die Anlage zum Wasserschloss umgestalten. Aus dieser Zeit stammen wahrscheinlich auch die zwei Steinbrücken, die bis heute stehen. Im Schloss Linz übernachtete im November 1918 der letzte sächsische König Friedrich August III. auf seiner Reise nach Schloss Guteborn, wo er am 13. November 1918 abdankte. Das Schloss wurde im Frühjahr 1948 auf Beschluss der Landesbodenkommission, unter dem Vorwand Baumaterial für Neubauernstellen zu gewinnen, abgebrochen. Letzter Eigentümer auf Schloss Linz war Ernst-Georg Graf zu Münster.
Nicht weit von der Kirche steht ein 1876 erbautes Schulhaus. Nachdem die Linzer Schüler ab 1961 nach Schönfeld eingeschult wurden und seit 1997 nach Ponickau, diente es als Jugendherberge, die der ehemalige Schulleiter Wilhelm Hawer einrichtete und bis 1998 leitete. Heute wird das Haus als Versammlungsraum genutzt.
1994 wurde Linz nach Schönfeld eingemeindet.
Auf Grund der Namensverwandtschaft bestehen schon seit Jahren sehr gute Beziehungen zu den Partnerstädten Linz an der Donau und Linz am Rhein.

### Namensgebung
Folgende Namen sind von Linz bekannt:
- 1220: Lince
- 1350: Lyncz
- 1448: Lintz
- 1500: Lentz
- 1520: Lyntz
- 1536: Lintz
- 1586: Lenz